# Arantza Sestayo
Arantza Sestayo (1964 en San Sebastián, Guipúzcoa, España) es una pintora e ilustradora española. 
Ha colaborado con diferentes publicaciones estadounidenses como Heavy Metal, Rebel Ink o SQP, con revistas de Noruega y Dinamarca y la revista belga Rooie Oortjes. En España publica actualmente en Norma Editorial y Dibbuks, estando presente en eventos relacionados con el cómic y el cine como "Expocomic", "Expomanga", "Salón del Cómic de Irun", "Cavacon" en Cava de Tirreni (Italia) o el Festival de cine de terror de San Sebastián.
En sus creaciones, sensuales y eróticas, influidas por la pintura prerrafaelista y el Art Nouveau, aparecen con frecuencia personajes fantásticos de carácter romántico, oscuro y melancólico relacionados con el universo gótico.

## Publicaciones
- The Art of Arantza (2005)
- Duende
- Besos Malditos (2010)
- Vampiros, El Mundo de las Sombras Ilustrado (Varios autores, 2010)
- Spectrum, The Best in Contemporary Fantastic Art, Números 19,20,21,22,23 y 24 (Varios autores, 2012 a 2017)
- A Game of Thrones: The 20th Anniversary Illustrated Edition, de George R.R.Martin (Varios autores, 2016)

## Exposiciones y premios
- III Salón del Cómic de Irún
- Madrid Expomanga 2011[2]
- XXII Semana de Cine Fantástico y de Terror de San Sebastián[3]
- Mejor Obra Ilustrada, en el Salón del Cómic de Málaga, Imaginamálaga en 2010, por Besos Malditos.
- Selección en la Edición de The World`s Greatest Erotic Art of Today ( Florida) de 2007 por la obra Nosferatum.
- Finalista en categoría Figurativa, por "Lilas",  INTERNATIONAL 2011-2012 ART RENEWAL CENTER SALON.[4]
- Finalista en categoría Imaginative Realism, 13th Annual ARC Salon (2017), por "The Princess and the Pea".
- Third Place Imaginative Realism, 13th Annual ARC Salon (2017), por "Ophelia".[5]